# Apocalipsis zombi

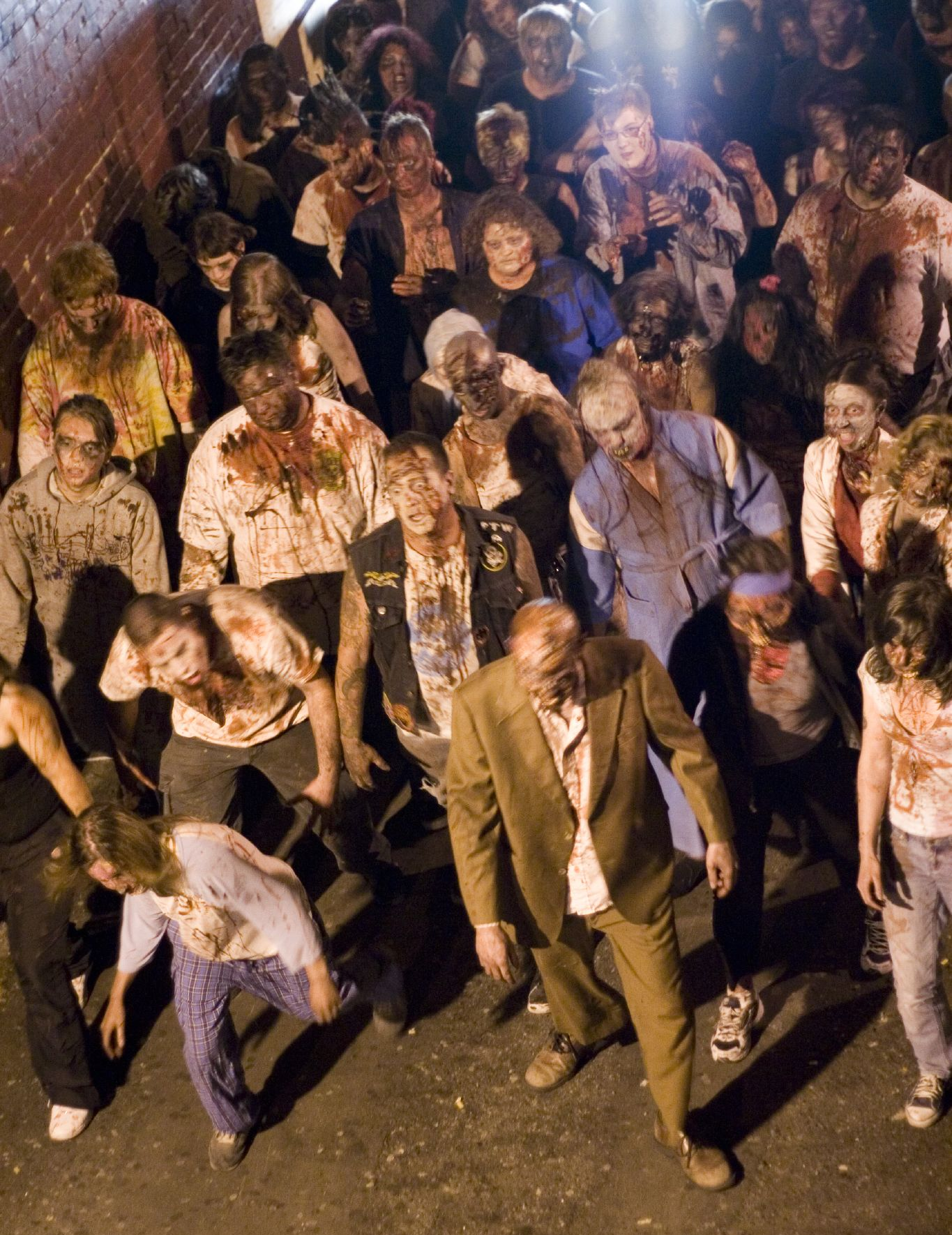
Representación de un grupo de zombis.

Un apocalipsis zombi es un escenario particular de la ficción apocalíptica, que habitualmente se produce dentro de un entorno de ciencia ficción o terror. En un apocalipsis zombi, se produce una invasión masiva de zombis, es decir, de cadáveres reanimados también conocidos como muertos vivientes. Este levantamiento, para poder recibir el tratamiento de apocalipsis, debe de ser global.
Generalmente los zombis son caníbales, carentes de consciencia o inteligencia, dominados por el impulso de comer, lentos, de movimientos torpes y aún sujetos a los procesos de degradación biológica de un cadáver común, pero no menos peligrosos, ya que atacan a los humanos vivos y carecen de instinto de autopreservación. Los humanos que no son devorados vivos, pero que son mordidos por un zombi, se infectan y se convierten en un muerto viviente, ya que la mordedura zombi produce una infección fatal que mata poco a poco las células y tejidos vivos del humano, causándole la muerte. Una vez que el humano mordido muere, se reanima convertido en zombi. Esto produce una crisis que se extiende de manera exponencial y pone en gran peligro a la humanidad: la progresión de la plaga zombi sobrepasa a las fuerzas de seguridad militares y civiles, causando la caída de la civilización presa del pánico y dejando grupos aislados de supervivientes, que deben conseguir mantenerse con vida abandonados a su suerte y por sus propios medios.

## Tópicos del género
Hay varios elementos comunes que contribuyen a que se produzca un apocalipsis zombi:
1. El apocalipsis zombi se produce con la aparición, nunca vista antes en la historia de la humanidad, de zombis; un suceso que nunca ha ocurrido antes y que es tan plausible como otros argumentos de la ciencia ficción, como el impacto de un cometa masivo o la existencia de extraterrestres.[1]
2. En pocas ocasiones se tiene una real certeza sobre qué cosa fue lo que originó el contagio. Por lo general los sobrevivientes viven su rutina diaria cuando sorpresivamente se encuentran con los muertos vivientes atacando el lugar donde habitan, por lo que deben huir solo con la ropa que llevan puesta, buscar refugio y víveres.
3. Normalmente, en las películas o series de ficción, se muestra como las fuerzas armadas, policías, etc., van cayendo poco a poco, hasta que la sociedad queda divida en dos bandos: los que se centran en la supervivencia y los que se concentran en asaltar otras "comunidades", siendo esa su forma de supervivencia.
4. Los zombis comienzan atacando a los vivos, convirtiendo a su vez en zombis a todos los que matan o infectan con sus mordeduras, de forma que en un tiempo abrumadoramente corto se transforman en una legión y los vivos en pequeños grupos desvalidos. Los personajes supervivientes reaccionan primero con escepticismo ante los hechos, hasta que los encuentros hostiles precipitan los acontecimientos.[2]
5. Los zombis carecen de inteligencia o sentimientos y sus sentidos son limitados. Su único instinto es alimentarse y nada los aparta de él; no necesitan dormir, no respiran, no sienten miedo, incluso con su cuerpo muy deteriorado siguen avanzando. Las únicas maneras de detenerlos son destrozando sus cerebros o quemarlos por completo.
6. Los zombis no se comunican entre sí, pero pueden distinguir a un humano vivo de un zombi, aunque no se sabe cómo lo hacen y no se explica jamás (aunque en ocasiones se refiere a que distinguen entre vivos y zombis mediante el olfato). A pesar de no actuar de manera coordinada, tienen tendencia a agruparse, impulsados por sonidos u olores. Los grupos pueden ser de solo unos pocos individuos a grandes cantidades, haciéndolos mucho más peligrosos.
7. Las autoridades son lentas respondiendo a la amenaza como en el caso de Fear the Walking Dead, dándole tiempo a los zombis para crecer en número hasta superar cualquier posibilidad de contenerlos. Los zombis no pueden ser controlados a pesar de la gran variedad de recursos tecnológicos con los que se cuenta. Este escenario deriva en el colapso de la sociedad. Los zombis toman control completo mientras que pequeños grupos de los aún vivos deben luchar por su supervivencia.[2]
8. El colapso de la sociedad se manifiesta en dos elementos claves: Los sobrevivientes se reúnen en pequeños grupos que, en su lucha por sobrevivir, a veces se enfrentan entre sí en vez de colaborar. Y los gobiernos y las fuerzas de la ley pierden casi por completo su autoridad.

Las líneas argumentales usualmente siguen a un único grupo o varios de sobrevivientes, atrapados en medio de la crisis. La narración generalmente progresa desde la aparición de la plaga, continúa con los intentos iniciales de conseguir ayuda de las autoridades, el fracaso de dichas autoridades, el súbito colapso de todas las organizaciones mayores y los intentos subsiguientes de los personajes para sobrevivir por sus propios medios, llevándoles muchas desventuras al punto de que no logran sobrevivir o solo muy pocos lo logran. Estas historias están usualmente enfocadas en la manera de reaccionar de los personajes a semejantes catástrofes, y a cómo sus personalidades se ven alteradas por el estrés, obedeciendo entonces a motivaciones más primitivas (miedo, auto-conservación) de las que tienen en la vida normal.
El origen de la plaga no siempre es abordado en la historia, se asume, de forma convencional, que la plaga es un arma biológica que se salió de control, un experimento fallido o una mutación extraña de alguna enfermedad exótica. También se asume convencionalmente que quienes logran sobrevivir lo hacen porque forman parte de un reducido porcentaje de la población que es genéticamente inmune a la plaga o porque simplemente han logrado evitar ser mordidos por los zombis.
Generalmente los zombis que aparecen en estas situaciones se mueven lentamente, esto se hizo popular desde que se usó por primera vez en la película La noche de los muertos vivientes. Películas recientes, sin embargo, han incluido zombis que pueden moverse con mucha rapidez.

## Trasfondo
El trasfondo literario de un apocalipsis zombi es usualmente que la civilización es inherentemente frágil al toparse con amenazas realmente sin precedentes y que la mayoría de las personas dejan de lado el "bien común" cuando lo que está en juego es su propia supervivencia. La narración de un apocalipsis zombi contiene fuertes conexiones con el turbulento panorama social de Estados Unidos en los años 60 cuando la película precursora del género, el largometraje La noche de los muertos vivientes, fue estrenada. Muchas personas creen que el género de zombis permite a la gente enfrentarse a su propia ansiedad sobre el fin del mundo. De hecho el colapso de la sociedad como resultado de una infestación de zombis ha sido presentado en un sinnúmero de productos relacionados con los zombis (películas, videojuegos) desde La noche de los muertos vivientes. Kim Paffrenroth sostiene que "más que cualquier otro monstruo, los zombis son total y completamente apocalípticos... son la señal del fin del mundo tal y como lo conocemos".

## Cultura popular
Gracias a un gran número de películas y videojuegos, el apocalipsis zombi ha llegado al público general, y ha habido esfuerzos por parte de muchos fans para prepararse para el "advenimiento" del apocalipsis zombi. Esos esfuerzos incluyen la creación de armas específicas para luchar contra los zombis y la venta de pósteres con información para la población sobre cómo sobrevivir a un brote de zombi.
Estudiantes de la universidad Goucher (Estados Unidos), han inventado un juego de persecución al que han llamado Humans vs. Zombies donde los supervivientes humanos armados con pistolas NERF (pistolas que disparan proyectiles de gomaespuma) se enfrentan a los zombis. El juego ha causado polémica, aunque tras los tiroteos en Virginia Tech y en la Universidad del Norte de Illinois, se cree que el juego demuestra lo peligrosas que pueden ser las armas.
La aparición numerosa de muertos vivientes también ha sido usada en los Zombie walk en varias ciudades del mundo, y en protestas civiles de diversa índole.

## Casos similares
Existen unos debates entre los fanes del género con películas como 28 semanas después y 28 días después que se identifican con un apocalipsis zombi, esto porque en ellas los sujetos son infectados por un virus desconocido mutación de la rabia, mientras que los zombis en la opinión popular son muertos vivientes, es decir, cadáveres reanimados, pero en estos casos la enfermedad los induce a un estado de frenesí homicida y tal como se pudo comprobar, son susceptibles a morir de hambre u otras carencias como todo ser vivo, sumado a que estos no presentan la putrefacción corporal característica de los muertos vivientes. Esta película es una de las que muestran una nueva categoría de zombi: salvaje, con fuerza y de velocidad vertiginosa.
Algunos entusiastas del género consideran equivocado decir que toda la franquicia Resident Evil pertenece al género zombi, puesto que en las últimas entregas se tratan de virus que alteran a seres vivos mejorando su estructura interna y haciéndolos más inteligentes y fuertes, resultando en nuevas armas biológicas y nuevos monstruos, un ejemplo son Las Plagas de Resident Evil 4 o Uróboros de Resident Evil 5. En las primeras partes de la saga como Resident Evil (1996), Resident Evil 2 (1998), Resident Evil 3: NEMESIS (2000) y Resident Evil: Code Veronica (2001) se habla del virus Progenitor que da pie al Virus T, causante de los famosos muertos vivientes y otras aberraciones.
De igual manera en la película de terror española REC los zombis que aparecen dentro del edificio son seres humanos infectados por un virus, cuya procedencia no queda aclarada aunque se atribuye a una posible posesión demoníaca hacia un menor, que inicia el contagio. Mientras que en Quarantine, adaptación estadounidense de este film, se habla de un virus diseñado por una secta bioterrorista. Otros disputan ante esta polémica que el término zombi original proviene de la magia vudú y hace referencia a personas que pierden el alma sobre la base de magia y quedan en estado de letargo, carentes de sentimientos o voluntad, y que no precisamente tenían que morir para reanimarse.